# Beridops abdominalis
Beridops abdominalis är en tvåvingeart som beskrevs av James 1973. Beridops abdominalis ingår i släktet Beridops och familjen vapenflugor. Inga underarter finns listade i Catalogue of Life.